# Place Henry-Russell
La place Henry-Russell est une voie de Toulouse, chef-lieu de la région Occitanie, dans le Midi de la France.

## Situation et accès

### Description
La place Henry-Russell est une place publique. Elle se trouve dans le quartier du Busca.
De forme régulière, elle est large de 36 m et longue de 57 m, pour une superficie totale de 2 000 m2 environ. Elle se développe dans l'axe de l'allée Édouard-Branly, entre la rue Julien-Desprez et l'avenue Paul-Crampel.
La chaussée compte une voie de circulation automobile dans chaque sens. Elle est définie comme une zone 30 et la vitesse y est limitée à 30 km/h. Il n'existe pas d'aménagement cyclable.

### Voies rencontrées
La place Henry-Russell rencontre les voies suivantes, dans l'ordre des numéros croissants :
1. Avenue Paul-Crampel
2. Rue Julien-Desprez
3. Allée Édouard-Branly
4. Rue Julien-Desprez
5. Avenue Paul-Crampel

### Transports
La place est traversée et desservie par la ligne de bus 44. Plus loin, le long de l'avenue de l'U.R.S.S. est desservie par la ligne de bus 34. La station de métro la plus proche, sur la grande-rue Saint-Michel, est la station Saint-Michel – Marcel-Langer, sur la ligne de métro B, près de laquelle se trouvent également les arrêts de la ligne du Linéo L4.
Il existe également une station de vélos en libre-service VélôToulouse à proximité immédiate, la station no 112 (47 allée Édouard-Branly).

## Odonymie
La place, aménagée en 1864 à l'emplacement du terre-plein du château du Busca, fut d'abord désignée comme la place de la Gravette ou plutôt de la Gravette-Busca pour la distinguer de la Gravette-Saint-Cyprien (actuelle rue de la Gravette). Ce nom était lié à la qualité des sols du quartier, composés de graviers apportés par la Garonne.
En 1936, elle fut renommée en l'honneur du comte Henry Russell (1834-1909). En 1910, son nom avait déjà été proposé pour la rue Traversière-Saint-Georges (actuelle rue Louis-Deffès) mais, la décision ayant été prise par le conseil municipal, elle ne fut finalement jamais appliquée. Henry Russell, était né à Toulouse, à l'hôtel de Malaret, dans une famille d'origine irlandaise et gasconne, il fut un pionnier du « pyrénéisme »,.

## Patrimoine et lieux d'intérêt

### Immeubles et maisons
- no  1 : maison. 
La maison est construite dans le premier quart du XXe siècle. Elle s'élève sur une parcelle à l'angle de l'avenue Paul-Crampel (actuel no 27). L'édifice a un plan en L et s'élève sur deux étages. Il est maçonné en brique et, pour les façades sur la place Henry-Russell, en brique et en galets de Garonne[5].

- no  6 : E.F.A.P. - Brassart. 
Un immeuble de bureaux est construit entre 1967 et 1968[6]. Il est occupé par une société d'assurances, AG2R. En 2017, l'immeuble est abandonné et, entre 2018 et 2019, il est squatté par environ 300 personnes, réfugiés et personnes sans domicile fixe rassemblées au sein du collectif Russell[7],[8]. En 2021, deux écoles supérieures privées s'y établissent : l'École française des attachés de presse (E.F.A.P.), une école de communication, et l'école Brassart, une école de graphisme.

### Œuvre publique

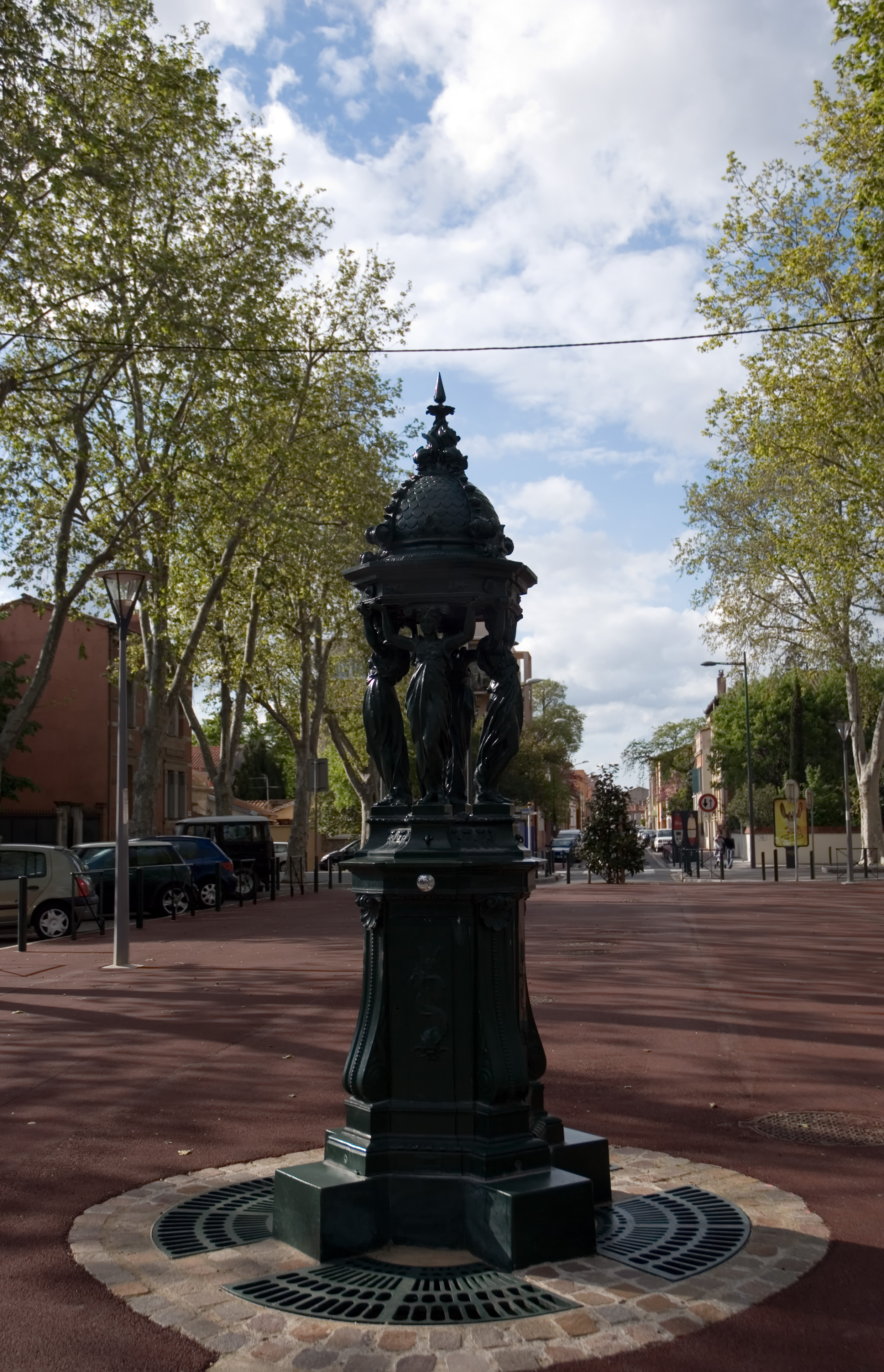
La fontaine Wallace (2008).

- fontaine Wallace. 
Lors de travaux d'embellissement, en 2008, la place Henry-Russell est dotée de la reproduction d'une fontaine Wallace, sur le modèle du sculpteur nantais Charles Lebourg en 1872. Cette réplique en fonte est fondue par les fonderies d'art du Val-d'Osne. Sur un piédestal orné de volutes et de dauphins, quatre cariatides soutiennent un dôme avec leurs bras et leur tête, coiffée d'un chapiteau ionique[9].